# Pelecanoides urinatrix

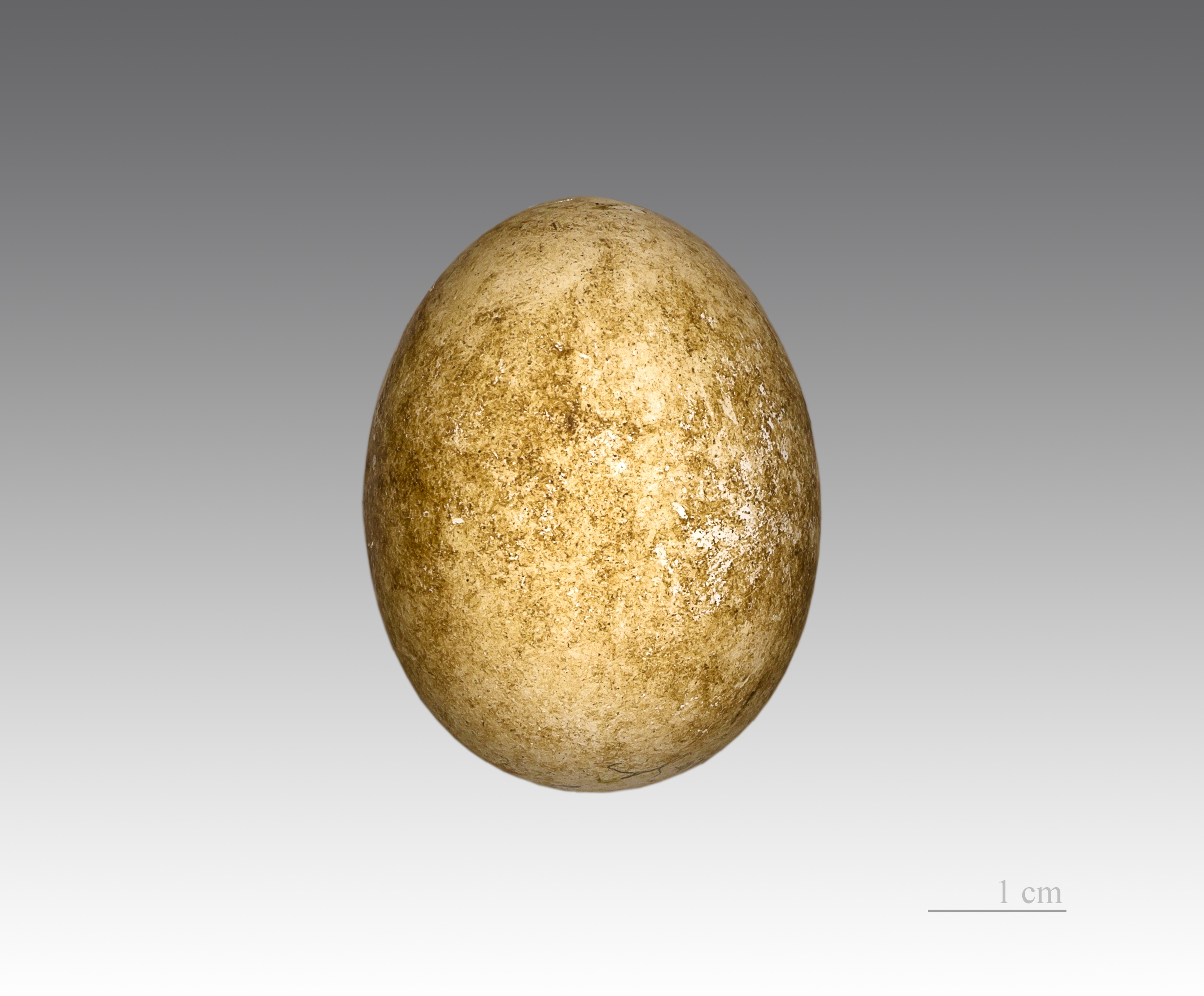
Pelecanoides urinatrix

Pelecanoides urinatrix là một loài chim trong họ Pelecanoididae.